# Philarctus asiaticus
Philarctus asiaticus là một loài Trichoptera trong họ Limnephilidae. Chúng phân bố ở miền Cổ bắc.